# Ejura
Ejura è una città del Ghana, situata nella Regione di Ashanti.